# Етно-село Тигањица
Етно-село Тигањица налази се у Србији, у селу Стајићево, у средњо-банатском округу, на периферији града Зрењанин. Изграђено је 1994. године, и претставља творевину Љубише Остојина у лалинском стилу (припада пречанској архитектури).
Етно село Тигањица налази се на самом улазу у резерват природе Стари Бегеj - Царска бара, припада Стајићеву (селу које припада општини Град Зрењанин). Удаљено је 60 km од Београда.

## Положај
Етно село Тигањица налази се на самом улазу у резерват природе Стари Бегеј - Царска бара, припада Стајићеву (селу чија је општина Град Зрењанин). Налази се 60 km од Београда на простору Републике Србије. 
Недалеко од етно села Тигањица налази се специјални резерват природе Царска бара, у међуречју Тисе и Бегеја. Од Зрењанина удаљен 17 km, путем ка Београду. Замак Каштел Ечка, налази се такође у близини, и важи за један од најпознатијих двораца у Србији грађен у енглеском стилу 1816. године. Такође у близини етно села налази се Бело језеро које је смештено између двеју река Бегеја и Тисе. 

## Историја
Творац Љубиша Остојин је отворио свој први ресторан, сеоску кафану „Ловац”, недалеко од резервата Царска бара у селу Бело Блато, да би 1993. закупио знатно већи простор поред главног пута. Ресторан Трофеј отворен је 1994. године у Стајићеву надомак Зрењанина. Отварање ресторана условило је настанак и развитак целокупног етно-села. Иза целог угоститељског концепта стоји породица Остојин, оца су наследила браћа Дарко и Зоран. Остојин Љубиша (1950—2007) био је мајстор по занимању, није се бавио угоститељством, али је имао јаку жељу да оснује место које ће имати доживљај Банатске културе.